# Xaar
Xaar ist ein britischer Entwickler und Hersteller von Inkjet-Druckköpfen für den industriellen Digitaldruck mit Sitz in Cambridge. Das Unternehmen wurde 1990 als Ableger des Beratungs- und Entwicklungsdienstleisters Cambridge Consultants gegründet und sollte dazu dienen, Forschungsergebnisse auf dem Gebiet des Digitaldrucks finanziell nutzbar zu machen. Sieben Jahre später, 1997, folgte bereits eine Börsennotierung an der LSE. Die Unternehmenstochter Xaar 3D, ein Joint Venture mit Stratasys, dient der Entwicklung von Anwendungen des Hochgeschwindigkeitssinterns im 3D-Druck.
Xaar wird 2020 zu den wichtigsten Herstellern von Druckköpfen gezählt.